# Farmingdale (Nueva Jersey)
Farmingdale es un borough ubicado en el condado de Monmouth en el estado estadounidense de Nueva Jersey. En el año 2010 tenía una población de 1,329 habitantes y una densidad poblacional de 949 personas por km².

## Geografía
Farmingdale se encuentra ubicado en las coordenadas 40°11′55″N 75°10′16″O / 40.19861, -75.17111.

## Demografía
Según la Oficina del Censo en 2000 los ingresos medios por hogar en la localidad eran de $48,889 y los ingresos medios por familia eran $59,625. Los hombres tenían unos ingresos medios de $40,000 frente a los $27,375 para las mujeres. La renta per cápita para la localidad era de $21,667. Alrededor del 5.7% de la población estaba por debajo del umbral de pobreza.